# NGC 6619
NGC 6619 је елиптична галаксија у сазвежђу Херкул која се налази на NGC листи објеката дубоког неба.
Деклинација објекта је + 23° 39' 19" а ректасцензија 18h 18m 55,5s. Привидна величина (магнитуда) објекта NGC 6619 износи 13,1 а фотографска магнитуда 14,1. NGC 6619 је још познат и под ознакама UGC 11200, MCG 4-43-25, CGCG 142-39, PGC 61721.